# 장자강공작기계공장
장자강 공작기계 공장, 전 명칭은 독로강 공작기계 공장으로 군수용 명칭은 351호 공장이며 자강도 강계시에 위치하며 1969년 7월 25일에 창립되었으며 김일성이 터를 잡아주었다고 알려져 있다.

## 개요
2008년 7월 김정일이 방문하여 이때 장자강 공작기계 공장을 보고 한심하게 여겨 개건 현대화를 하라고 명령을 내렸다.
2009년 12월 다시 방문할 때까지 공장의 주요 부분의 기술개건을 실현하였으며 첨단기술이 도입된 북한식의 새로운 기계들을 개발하였다.
또한 2010년 김정일 방문 당시 생산공정의 CNC화를 전면적으로 실현한데 만족하였다고 하며 특히 김정일이 산업용 로봇이 공작기계에 달린 것을 보고 기뻐하여 김정일이 무인화를 하여 보라고 권유함에 따라 다시 무인화를 추진하였다.
김정일이 다시 방문한 2011년 10월에는 김정은과 함께 방문하여 무인화되어 있는 기계가공직장에 만족하였으며 특히 4차 산업혁명을 본 듯한 모습을 본다고 역설을 하였다.
조선중앙통신은 장자강공작기계공장에 대해 무인화가 실현됨으로써 기계제품의 가공, 검사, 출하에 이르는 모든 공정이 사람의 참가 없이 컴퓨터로 조종하고 관리 운영할 수 있게 되었다고 소개했다.
2013년 6월 김정은이 방문하여 무인화를 달성한 공로로 공장에는 김일성훈장을, 동 직장에 김일성상을 수여하도록 제의하였다. 당시 공장 은 매월 계획을 수행하면서 평야곡산공장, 평양화장품공장, 수양신식료공장, 강계 포도술공장 등에 현대적인 대상설비를 생산하여 공급해줬다고 한다.

## 개건 현대화 과정
2011년 김정일은 강계뜨락또르종합공장과 더불어 장자강공작기계공장을 무인화가 잘된 공장으로 인정을 하였으며 특히 강계뜨락또르종합공장의 설비들도 장자강 공작기계 공장에서 제작하거나 혹은 하청을 받아 생산을 하고 있다.
2013년 6월 조선중앙통신은 김정은이 무인화 직장을 돌아보면서 무인소재운반차가 창고에서 자동적으로 소재를 싣고 매 기대마다 운반하여 공급하는 모습을 보면서 무인화가 정말 좋다고 평가하였다.
그러면서 김정은은 앞으로 모든 부문, 모든 단위들에서도 지식경제시대의 요구에 맞게 무인화를 적극 실현하여야 한다고 하면서 무인화가 좋다는 것을 실제 체험을 통해 재미를 보아야 한다고 평가하였다.
현재 조선민주주의인민공화국에서 제4차 산업혁명을 위하여 전진을 하고 있으며 특히 무인화를 한 공장만 하더라도 1,000여개가 넘는 공장에 무인화를 실현하고 통합생산체계가 구축이 되었다.
2019년 김정은이 세번째 현지지도를 가서 경제발전에 이바지할 최신식 기계제품들을 더 많이 생산해야 한다고 지시하였으며 특히 여기서 만든 양덕군 온천관광지구 스키장에 놓을 새 가공삭도와 감자가루 생산 설비에 만족을 표시했다.

## 군수용 무기 생산 기지[7]
북한이탈주민은 2급 기업소인 351호 공장에 대해서 증언하였으며 351호 공장은 자강도 강계시 연석동에 있고 이 공장은 독로강 공작기계 공장, 조선 평양 124호 공장 등으로 불렸다. 
주요 생산 품목은 공구와 절삭공구와 측정공구 등 군수공장에 필요한 공구를 생산하고, 군사분계선을 뚫고 나갈 때 지뢰와 장애물 제거에 사용하는 통로 개척기를 생산한다. 
70년대 후반부터는 자동 고사포에 필요한 자동화 조준 발사 장치를 생산하였고 351호 공장은 건물이 9개 동이고, 갱도는 하나인데 1호와 2호, 3호로 나누어 진다. 
직장은 1호부터 홀수로 17호 직장까지 있다. 행정조직은 지배인 밑에 부지배인들, 기사장, 행정부서들이 있고, 기사장이 작업반들을 관리한다.